# Новые Озерки
Новые Озерки — поселок в Сызранском районе Самарской области. Входит в состав сельского поселения Волжское.

## История
В 1973 г. Указом Президиума ВС РСФСР поселок отделения № 4 совхоза «Волжский» переименован в Новые Озерки.

## Население
| 2010 |
| ---- |
| 90   |